# سنگ‌کرمو شیرزادی
سنگ‌کرمو شیرزادی، روستایی از توابع بخش مرکزی شهرستان گیلانغرب در استان کرمانشاه ایران است.

## جمعیت
این روستا در دهستان چله قرار دارد و براساس سرشماری مرکز آمار ایران در سال ۱۳۸۵، جمعیت آن ۲۷۶ نفر (۵۹خانوار) بوده‌است.